# Symfonie nr. 1 (Sallinen)
Aulis Sallinen componeerde zijn Sinfonia (symfonie) in 1971.

## Geschiedenis
Totdat hij aan deze symfonie begon had hij geschreven voor kamerensemble, solisten etc. Met deze symfonie waagde hij zich aan het grotere werk. Bovendien legde hij zichzelf de druk op in 1972 met een symfonie te komen, een genre dat in die tijd afgeschreven was. Sallinen had er weinig fiducie in; hij kwam met de enkele aanduiding Sinfonia zonder nummer; hij keek de kat uit boom voordat hij plannen zou maken voor een tweede. Geheel tegen zijn verwachting werd het stuk een succes en de tweede symfonie (1972) zou snel volgen. Toen pas kreeg Sinfonia haar cijfer. Het werk is gecomponeerd voor een wedstrijd uitgeschreven door de gemeente Helsinki tijdens de opening van het Finlandiagebouw in Helsinki. De première werd gegeven door Jorna Panula en het Filharmonisch Orkest van Helsinki tijdens de opening van die concertzaal, ontworpen door Alvar Aalto.

## Muziek
Sallinen wilde bij het componeren niet van zijn eigen inzicht in de muziek afwijken. Daarom vond hij, zeker voor een eerste symfonie, één deel voldoende. De opening is een tuti-inzet van het orkest, met daaropvolgend een Sallinen-signaal. In dit geval een tweetonig motief, dat het gehele werk hier en daar opduikt, ook herhaling is een terugkerend iets in zijn werk. Vlak daarbij komt de altviool-partij met een droeve melodie, welke deels als een soort fuga herhaald wordt door een onderliggende altvioolpartij. Sinfonia vertoont gelijkenis met Chorali, maar heeft door uitbreiding van het orkest en toevoeging van strijkinstrumenten veel meer body. De houtblazers houden het geheel licht van timbre, zeker in de scherzoachtige sectie. De koperblazer komen op en gaan weer weg met hun zware klanken. Daarbij gaan het hout soms over in het koper als een uitstroming van klank van piano naar fortissimo. Aan het eind van het werk komt nog een wals tevoorschijn, deze steunt en bonkt en klinkt zwaar en gaat haast automatisch over in een vierkwartsmaat. Het slot is daarbij rustiger.

## Orkestratie
- 3 dwarsfluiten waaronder 1 piccolo, 3 hobo, 3 klarinetten waaronder 1 basklarinet, 3 fagotten;
- 4 hoorns, 3 trompetten, 3 trombones, geen tuba
- 1 pauken, 4 percussie, harp
- strijkers

## Discografie
- Uitgave BIS Records 41; Fins Radiosymfonieorkest o.l.v. Okko Kamu
- Uitgave CPO: Staatsphilharmonie Rheinland-Pfalz o.l.v. Ari Rasilainen

De twee opnamen verschillen hemelsbreed. De AAD BIS-opname uit 1972 is zeer dynamisch en meer conform de Finse aard. De DDD-opname van CPO klinkt daarbij netjes en vlak. Beide compact discs vermelden trouwens 1972 als het jaar van de eerste uitvoering, hetgeen onjuist moet zijn. De BIS-opname van 11 september 1972 zou dan hebben plaatsgevonden voor de première en dan met andere musici.